# Enteropogon chlorideus
Enteropogon chlorideus là một loài thực vật có hoa trong họ Hòa thảo. Loài này được (J.Presl) Clayton mô tả khoa học đầu tiên năm 1982.